# Варданян, Арам Симонович
Ара́м Симо́нович Варданя́н (арм. Արամ Սիմոնի Վարդանյան; род. 11 ноября 1995) — узбекский борец греко-римского стиля армянского происхождения. Призёр чемпионата мира, чемпион Азии. Является двоюродным братом известного бойца смешанных единоборств Эдуарда Вартаняна.

## Биография
Родился в 1995 году. Спортсмен из махалли "Найман" Учтепинского района Ташкента. 
В 2016 году в весовой категории до 66 кг завоевал бронзовую медаль чемпионата Азии в Бангкоке. Через два года повторил свой успех став третьим на чемпионате Азии в Бишкеке, но в другой весовой категории до 72 кг. В марте 2025 года завоевал золотую медаль на чемпионате Азии в Аммане в весовой категории до 77 кг.  
В 2017 году в весовой категории до 71 кг на Азиатских играх по боевым искусствам и состязанием в помещениях 2017 в Ашхабаде завоевал бронзовую медаль.  
На предолимпийском чемпионате планеты в Казахстане в 2019 году в весовой категории до 72 кг, Арам завоевал серебряную медаль уступив в финале борцу из России Абуязиду Манцигову.